# Oleg Kótov
Oleg Valérievich Kótov (ruso: Олег Валериевич Котов; n. Simferópol, Crimea, RSS de Ucrania, 27 de octubre de 1965) es un astronauta y médico ucraniano.

## Carrera profesional
Realizó sus estudios universitarios entre los años 1982 y 1988, licenciándose en medicina por la Academia Médico Militar S.M. Kirov de la ciudad de San Petersburgo.
Tras haber finalizado sus estudios, comenzó a trabajar como médico en el Centro de Entrenamiento de Cosmonautas Gagarin a las afueras de Moscú, donde al cabo de unos años más tarde en 1996 Kótov fue seleccionado como uno de los candidatos a astronauta siendo miembro del equipo reserva para un vuelo a la estación espacial Mir en la misión Soyuz TM-28. Posteriormente perteneció a la primera tripulación como ingeniero de vuelo Soyuz TMA-10 en la Expedición 15 de la Estación Espacial Internacional donde estuvieron un total de 196 días, finalizando el día 21 de octubre de 2007 aterrizando en Kazajistán cuyo aterrizaje no fue muy fácil debido a un error informático a la altura de unos pocos cientos de kilómetros al oeste del punto de aterrizaje.
En noviembre de 2008 realizó su segundo vuelo a la Estación Espacial Internacional a bordo de la nave espacial Soyuz para la misión Soyuz TMA-17 que finalizó en diciembre de 2009.
En marzo de 2010 estuvo como ingeniero de vuelo en la Expedición 22 para la Soyuz TMA-16 y donde en la Expedición 23 se convirtió en comandante, regresando a tierra el día 2 de junio de ese mismo año.
El 25 de septiembre de 2013 realizó su tercer vuelo como comandante de la Soyuz TMA-10M como parte de la Expedición 37, retornando a la Tierra el 11 de marzo de 2014.

## Condecoraciones
- Piloto-Cosmonauta de la Federación Rusa
- Héroe de la Federación Rusa
- Orden al Mérito por la Patria
- Estrella de Oro